# Wrong Way Butch
Wrong Way Butch ist ein US-amerikanischer Kurzfilm aus der Reihe Pete Smith Specialties, der 1950 veröffentlicht wurde.

## Handlung
Der Film zeigt, was einem unvorsichtigen Arbeiter an Maschinen und mit Werkzeugen passieren kann. Zuerst haut sich Butch mit dem Hammer auf die Finger, als eine Blondine vorbeigeht. Dann verfängt sich sein Schlips in einer Maschine. Er betätigt versehentlich Schalter an Maschinen, die anspringen, bevor er aus dem Weg gehen kann. Er wird von heißen Metallsplittern getroffen, als er an einem Schweißer vorbeigeht. Der Gang durch die Galvanisierungsabteilung wird für ihn zu einem Horrortrip.

## Auszeichnungen
1951 wurde der Film in der Kategorie Bester Kurzfilm (eine Filmrolle) für den Oscar nominiert.

## Hintergrund
Uraufgeführt wurde der Film am 2. September 1950.
Sprecher des Films war der Produzent Pete Smith.